# 蛭田禎男
蛭田 禎男（ひるた さだお、1918年（大正7年）7月25日 - 2020年（令和2年）8月3日）は、日本の教育者、歴史家である。長年教諭を務め、小学校校長を務めた後、有漢町教育委員会指導員となり、有漢町の歴史を編纂した人物。岡山県高梁市出身。

## 経歴

### 生い立ち
1918年（大正7年）、岡山県上房郡高梁町川端（現：高梁市）で出生する。1930年（昭和10年）に上房郡有漢村（後の有漢町）の蛭田傳助の養子となる。岡山県師範学校（現：岡山大学教育学部）を卒業する。
有漢中学校や有漢東小などで教師を40年務める。小学校の校長を務めた後、地元の有漢の歴史や伝承の編纂を行う。1991年（平成3年）には、「有漢点描」として全9巻出版し、明治、大正の動乱を中心に有漢の歴史をまとめている。
2006年（平成18年）88歳のとき、国から瑞宝双光章を授与される。2018年（平成30年）100歳を迎えるが、その2年後、2020年（令和2年）8月3日、102歳にて死去した。